# Lubomír Štrbík
Lubomír Štrbík (* 26. listopadu 1977) je bývalý český fotbalista, záložník.

## Fotbalová kariéra
Hrál za SK Sigma Olomouc, LeRK Prostějov a HFK Olomouc. V české nejvyšší soutěži nastoupil v 17 utkáních. Svou kariéru nyní dohrává v týmu SK Chválkovice, hrajícím Olomoucký krajský přebor.

## Ligová bilance
| Ročník                          | Zápasy | Góly | Klub             |
| ------------------------------- | ------ | ---- | ---------------- |
| 1. česká fotbalová liga 1995/96 | 1      | 0    | SK Sigma Olomouc |
| 1. česká fotbalová liga 1996/97 | 11     | 0    | SK Sigma Olomouc |
| Gambrinus liga 2001/02          | 5      | 0    | SK Sigma Olomouc |
| CELKEM                          | 17     | 0    |                  |